# Невада (окръг)
Вижте пояснителната страница за други значения на Невада.
Невада (на английски: Nevada) е окръг в Калифорния. Окръжният му център е град Невада Сити.

## Население
Окръг Невада е с население от 92 033 души. (2000)

## География
Окръг Невада има площ от 2524 км² (974 мили²).

## Градове
- Алта Сиера
- Вашингтон
- Грас Вали
- Лейк Уайлдуд
- Лейк ъф дъ Пайнс
- Невада Сити
- Пен Вали
- Тръки

## Интересни факти
Окръжните граници са начертани така, че да изобразяват пистолет сочещ към щата Невада (вижте картата), защото ранните заселници са били ядосани на щата Невада, че е копирал името на окръга.